# Statele Unite ale Americii
Statele Unite ale Americii (sau abreviat S.U.A.), Statele Unite sau în mod colocvial America (în engleză United States of America respectiv USA, United States sau America) este numele unei republici constituționale federale, constând din 50 de state și un district federal (Districtul federal Columbia sau D.C.). Republica este situată aproape integral în continentul America de Nord, între Canada (la nord) și Mexic (la sud), respectiv Oceanul Atlantic (la est) și Oceanul Pacific (la vest). Statul Alaska este situat în extremitatea nord-vestică a Americii de Nord, între Canada la est și strâmtoarea Bering la vest. Statul Hawaii este un arhipelag din Oceanul Pacific, situat la circa 3.200 km sud-vest față de sud-vestul statului California. Țara posedă, de asemenea, câteva teritorii în Pacific, respectiv în Caraibe.
La o suprafață totală de peste 9,83 milioane km2 (sau circa 3,79 milioane mile pătrate), dintre care circa 85% reprezintă teritoriul Statelor Unite continentale (în engleză Contiguous United States sau adesea "The Lower 48"), suprafața Statelor Unite este de aproximativ 40 de ori mai mare decât suprafața României, ele fiind a treia țară ca mărime din lume (după Rusia și Canada). Partea sa continentală măsoară peste 5.000 de kilometri de la Oceanul Atlantic (la est) până la Oceanul Pacific (la vest) și peste 2.000 de kilometri de la granița canadiană (la nord) până la cea mexicană (la sud).
Cu o populație de peste 312 milioane de persoane, conform recensământului din anul 2010, Statele Unite mai sunt și a treia țară a lumii, luată după populație. Statele Unite sunt, în același timp, și una dintre țările lumii cele mai diverse din punct de vedere etnic și cultural din lume, întrucât oameni din toată lumea au emigrat cândva sau continuă să emigreze în Uniune.
La o valoare a produsului intern brut de 15,2 trilioane de dolari, economia Statelor Unite este cea mai mare a lumii, reprezentând circa 22 % din PIB-ul nominal global și peste 19 % din PIB-ul nominal global, considerând ajustările determinate de paritatea puterii de cumpărare. Statele Unite este o țară foarte dezvoltată, ce se poziționează foarte bine în clasamente internaționale precum dezvoltare umană, PIB pe cap de locuitor, nivelul salariului mediu, productivitatea muncii, cercetare științifică, educație, competitivitate și calitatea vieții, având, de asemenea, un nivel scăzut de corupție. Deși are doar 4.3% din populația mondială, SUA deține 33.4% din toată bogăția lumii, cea mai mare pondere de bogăție concentrată într-o singură țară.

## Istoria Statelor Unite ale Americii

### Preistorie
Istoria Americii a început cu sosirea primilor imigranți din Asia peste strâmtoarea Bering, cu aproximativ 14.000 de ani în urmă, urmărind turme de animale pentru vânătoare, în America. Acești indieni americani au lăsat urme ale existenței lor prin petroglife și alte materiale arheologice. Este estimat că 2,9 milioane de oameni au locuit pe teritoriul care astăzi aparține Statelor Unite, înainte de diminuarea lor numerică ca urmare a epidemiilor cauzate de boli infecțioase, care au sosit în America prin intermediul călătorilor europeni (cu toate că există dubii despre numărul lor exact). Au existat și societăți avansate, de exemplu Anasazi⁠(d) din sud-vest, sau Indienii de Păduri (Woodland), care au construit centrul Cahokia, situat lângă St Louis, care a avut o populație de 40.000 în anul 1200 î.e.n.

### Colonizarea europeană
Vizitatori străini au sosit și în trecut, dar doar după călătoriile lui Cristofor Columb, în secolele XV și XVI, au început națiunile europene să exploreze și să creeze locuințe permanente pe acest continent. Vezi Colonizare.
În secolele XVI și XVII, spaniolii au ocupat sud-vestul Statelor Unite și Florida. Prima colonie engleză care a avut succes a fost Jamestown în Virginia, în 1607. Pe parcursul următoarelor decenii au apărut unele colonii olandeze, ca New Amsterdam (predecesorul orașului New York), pe teritoriul ocupat actualmente de New York și New Jersey. În 1637, suedezii au creat o colonie numită Christina⁠(d) (în Delaware), dar au trebuit să cedeze colonia, în 1655, Olandei.
Aceste evenimente au fost urmate de colonizarea intensivă a coastei de est de către Marea Britanie. Colonizatorii din Marea Britanie au fost lăsați în pace de către patria lor de origine până la Războiul de Șapte Ani, când Franța a cedat Canada și regiunea Marilor Lacuri Marii Britanii. Atunci metropola (Marea Britanie) a impus impozite asupra celor 13 colonii pentru a strânge fonduri pentru război. Mulți colonizatori nu au acceptat impozitele deoarece ei considerau că nu aveau o reprezentare adecvată în Parlament. Tensiunile între Marea Britanie și colonizatori au crescut și cele 13 colonii au început o revoluție de eliberare de sub controlul Marii Britanii.

### Crearea națiunii americane

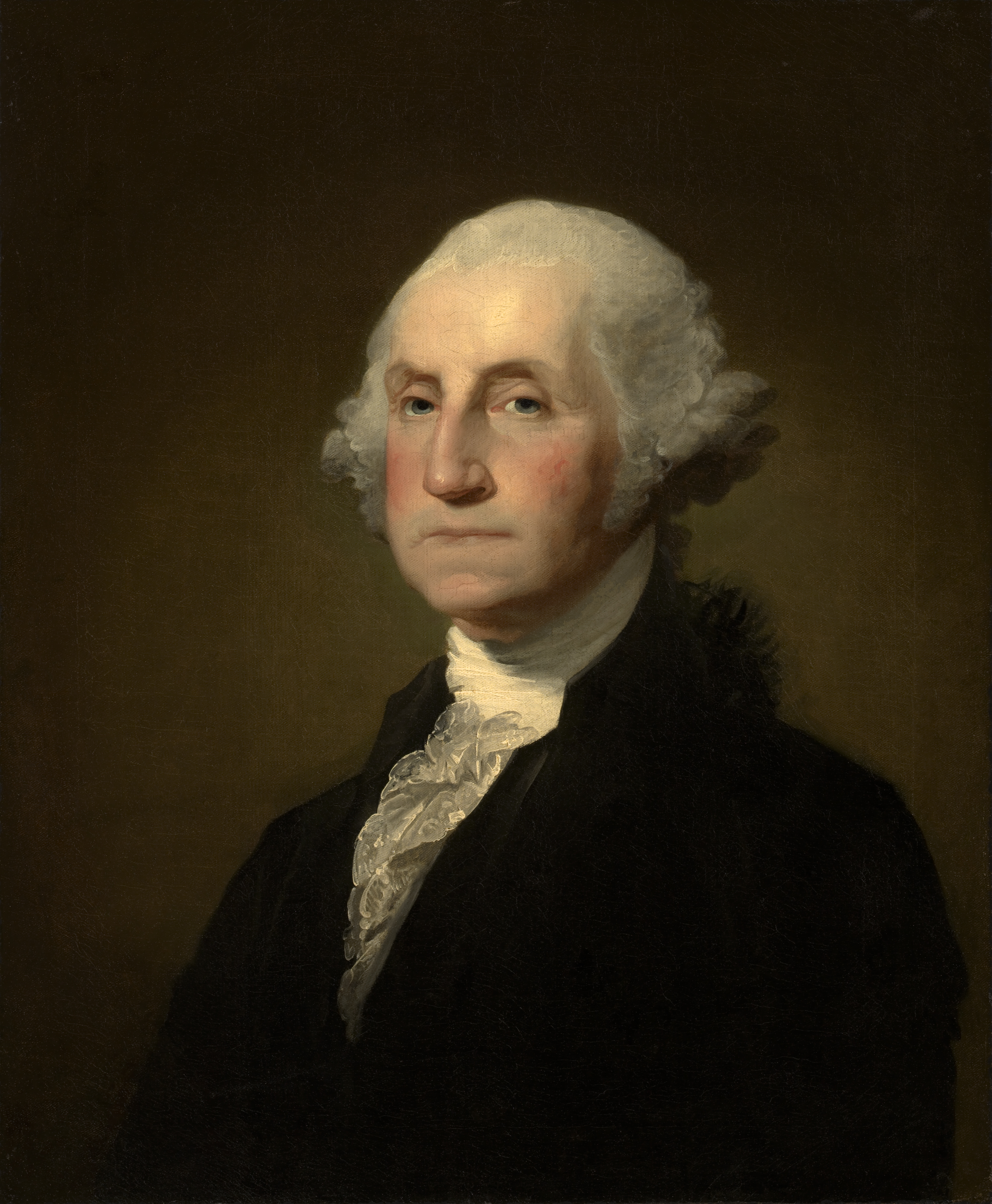
Primul președinte al Statelor Unite ale Americii, George Washington, a servit în funcție două mandate, între 1789 și 1797.

În 1776, cele 13 colonii și-au declarat independența față de Marea Britanie, izbucnind Revoluția Americană (1775 - 1783) care a creat Statele Unite.
Structura administrativă inițială a țării a fost o confederație, fondată în 1777 (în 1781 fiind ratificată baza sa) - Articles of Confederation. După dezbateri îndelungate, acest document a fost înlocuit de către Constituția Statelor Unite ale Americii, în 1789, care a creat un sistem politic mai centralizat.
SUA nu a fost creată drept „națiune creștină” (stat creștin).

### Expansiunea

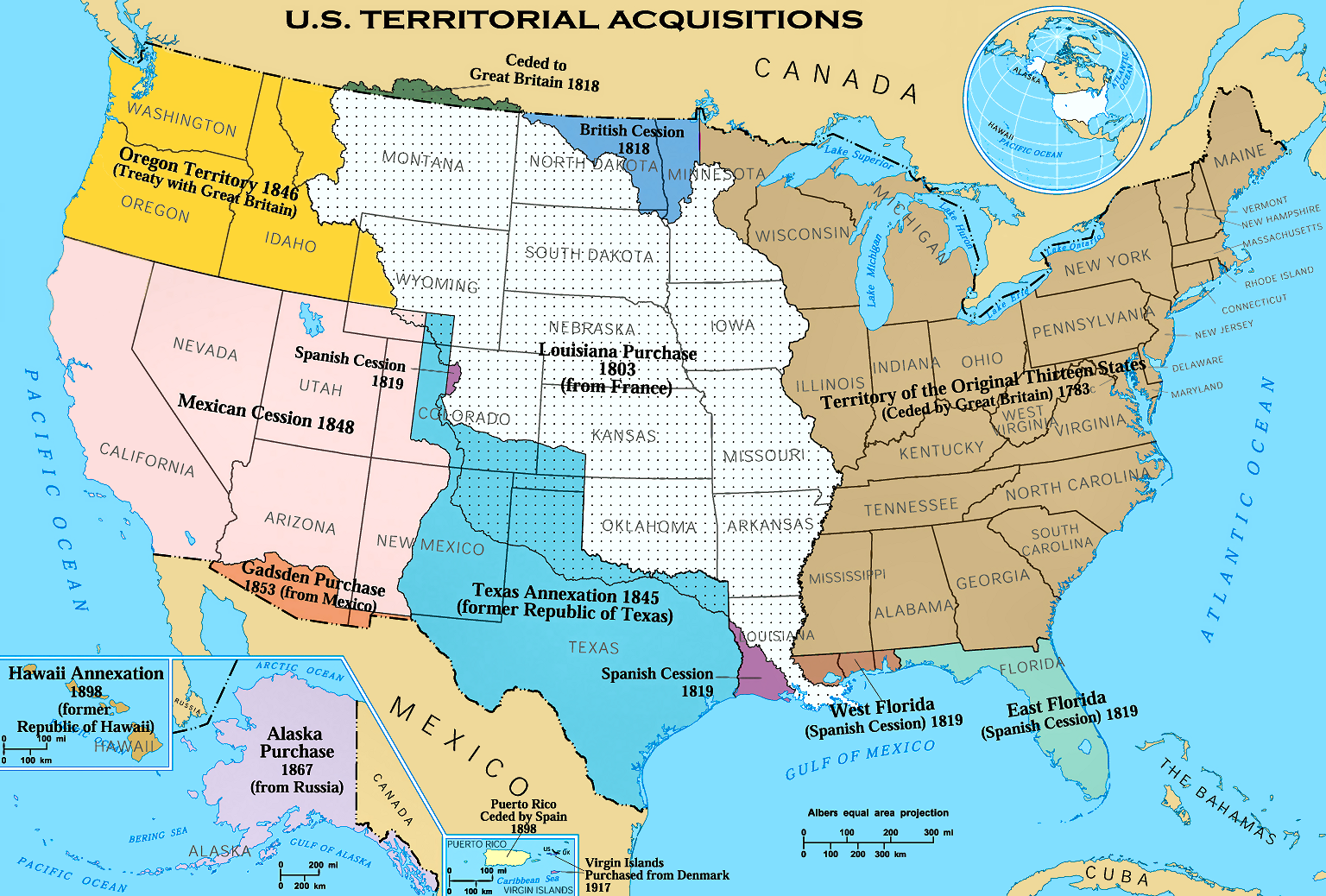
Achiziții teritoriale după dată

Pe parcursul secolului al XIX-lea, națiunea s-a extins rapid, adăugând multe state noi. Destinul Manifest a fost o filosofie care a încurajat extinderea Statelor Unite înspre vest: deoarece populația statelor din est creștea și imigranți noi intrau în țară, mulți oameni se mutau continuu înspre vest.
Ca urmare a acestui proces, SUA a ocupat teritoriile amerindienilor. Aceste acțiuni continuă să aibă implicații politice astăzi, deoarece unele triburi cer aceste pământuri înapoi. În unele locuri, populațiile indigene au fost distruse sau grav reduse de boli infecțioase aduse de către europeni și astfel colonizatorii din SUA au acaparat ușor aceste teritorii goale. În alte situații, Indienii americani au fost mutați forțat de pe teritoriile lor tradiționale, unii fiind duși în rezervații. Cu toate că unii declară că Statele Unite nu a fost o putere colonială până ce a acaparat teritorii străine în Războiul Spaniol-American, controlul exercitat asupra pământurilor în America de Nord de către SUA a fost, esențial, de o natură colonială.
Teritoriile unora din statele care intră în componența SUA au fost cumpărate de la vecini sau de la alte puteri coloniale: Louisiana a fost cumpărată de la Franța în 1803, Florida de la Spania în 1809, iar Alaska de la Rusia în 1867.
În această perioadă, țara a devenit o mare putere industrială și un centru pentru inovație și dezvoltare tehnologică.

### Războiul Civil

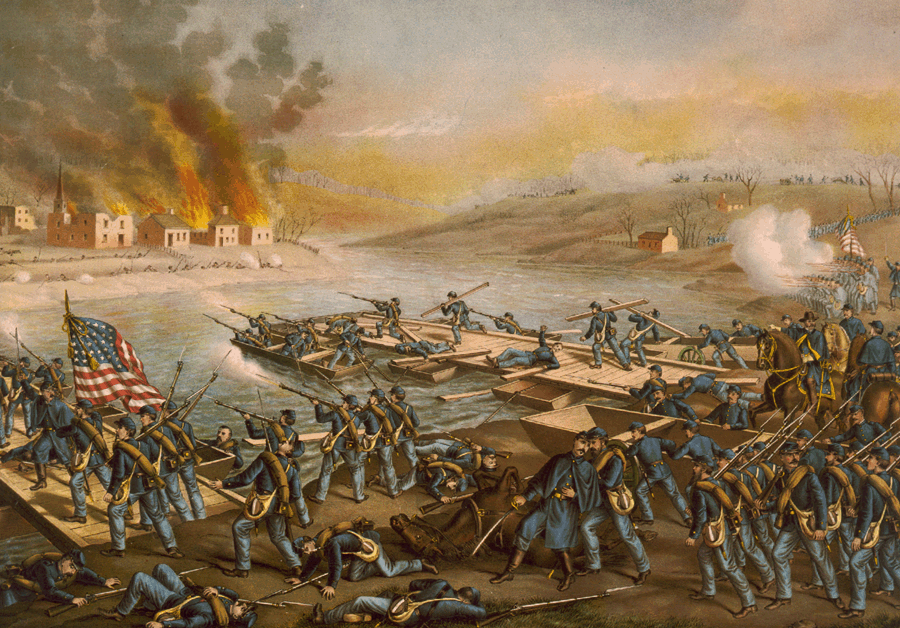
Bătălia de la Fredericksburg, 13 decembrie 1862

Din perioada colonială, a existat un deficit de lucrători, un fapt care a încurajat sclavia. Până la mijlocul secolului 19, conflictele asupra drepturilor statelor și sclavajului negrilor au continuat să crească în intensitate și au început să domine politica internă a Statelor Unite.
Statele nordice au început să se opună sclaviei, însă statele sudice considerau că acest sistem era necesar pentru continuarea cu succes a agriculturii lor bazate pe bumbac și doreau să introducă sclavia și în teritoriile de vest. Unele legi federale au fost trecute prin Congres pentru a atenua conflictul (de exemplu, Compromisul Missouri și Compromisul din 1850).
Disputa a explodat într-o criză în 1861, când șapte state sudice au părăsit Statele Unite și au format Statele Confederate ale Americii, o acțiune care s-a terminat cu Războiul Civil American. Imediat după începutul războiului, încă patru state sudice au intrat în confederație.
În timpul războiului, Abraham Lincoln a proclamat eliberarea tuturor sclavilor în statele rebele, prin Proclamația de Emancipare, cu toate că emanciparea completă a sclavilor a avut loc doar în 1865, după sfârșitul confederației, odată cu adoptarea Amendamentului al 13-lea al Constituției SUA. Războiul civil a răspuns și la întrebarea despre dreptul statelor de a părăsi Uniunea și e considerat un moment crucial în istoria țării, când guvernul național a acaparat puteri noi și extinse.

### Secolul al XX-lea

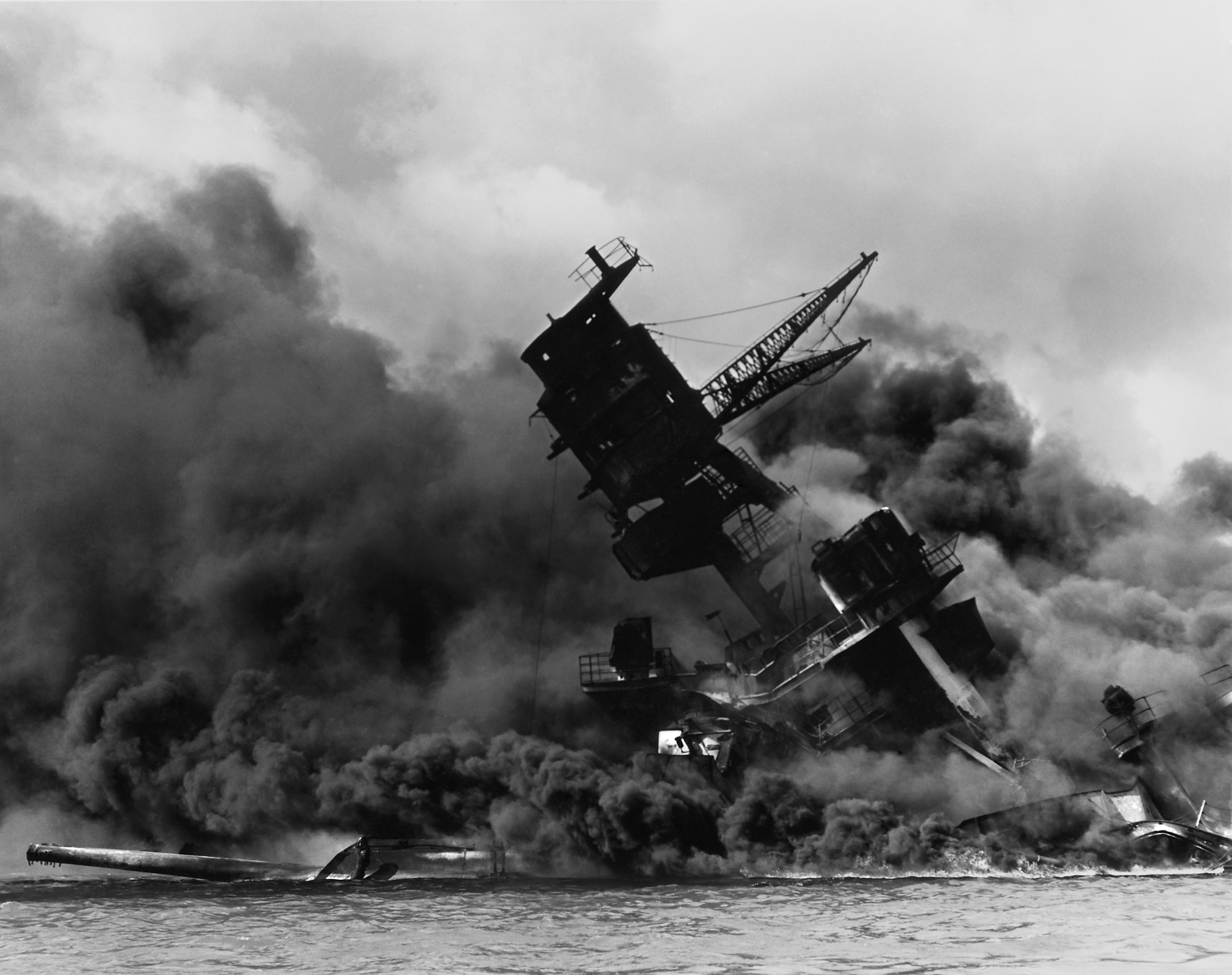
Atacul de la Pearl Harbor

Secolul XX a fost, uneori, numit "Secolul American" din cauza influenței exercitate de către această țară asupra întregii lumi. Influența sa relativă a fost mare, în special datorită faptului că Europa, care, anterior, a fost cel mai important centru de influență, a suferit grav în ambele războaie mondiale.
Statele Unite au luptat în Primul și Al Doilea Război Mondial de partea Aliaților. În perioada interbelică, cel mai important eveniment a fost Marea Depresiune (1929 - 1939), efectul căreia a fost intensificat de Dust bowl, o secetă gravă. Ca și restul lumii dezvoltate, SUA au ieșit din această criză economică în urma mobilizării pentru Al Doilea Război Mondial.
Războiul a adus pagube enorme majorității participanților la el, însă SUA au suferit relativ puțin din punct de vedere economic. În 1950, mai mult de jumătate din PIB-ul global aparținea SUA.
În Războiul Rece, SUA au fost un participant-cheie în Războiul din Coreea și Războiul Vietnamez, și, pe lângă URSS, a fost considerată una din cele două superputeri. Această perioadă a coincis cu o mare expansiune economică. Odată cu încetarea existenței Uniunii Sovietice ca entitate juridică, SUA au devenit un centru mondial economic și militar cu o pondere sporită.
În deceniul 1990 - 2000, Statele Unite au participat la mai multe misiuni de poliție și de menținere a păcii, așa cum ar fi cele din Kosovo, Haiti, Somalia, Liberia, și Golful Persic.

### Secolul al XXI-lea
După atacurile teroriste din 11 septembrie 2001, executate asupra complexului World Trade Center și a Pentagonului de organizația teroristă Al-Qaida, condusă de Osama bin Laden, Statele Unite ale Americii, cu ajutorul altor națiuni, au declarat război contra terorismului, care a inclus acțiuni militare în Afganistan și Irak.

## Geografie

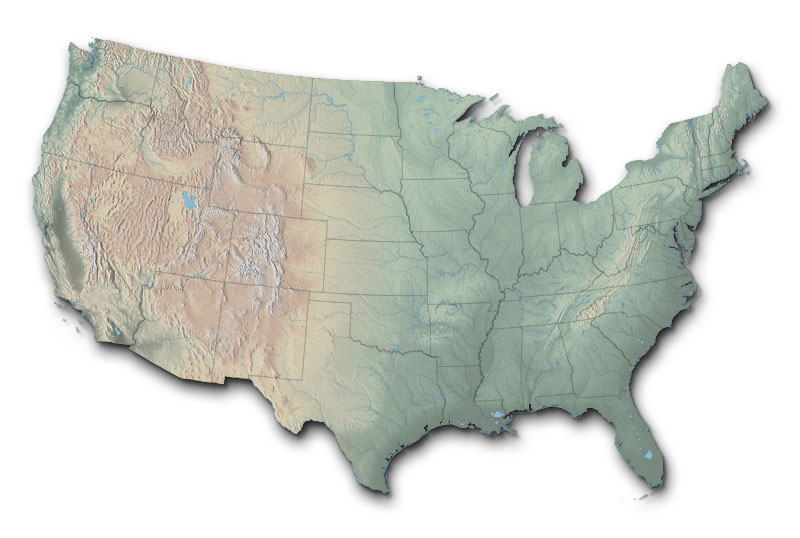
Harta fizică a Statelor Unite

Din punct de vedere geografic, țara se împarte în trei regiuni principale: Munții Stâncoși (Rocky Mountains) - la vest, zona de podiș și de munte a Apalașilor - la est, și câmpiile întinse de prerie (Great Plains) - în partea centrală. În secolul 19, preriile imense au devenit simbolul valorificării de noi teritorii și al vieții în libertate a coloniștilor. Caracteristice pentru America de Nord sunt și marea diversitate a climei și bogăția lumii vegetale.

### Relief
Relieful Statelor Unite ale Americii este variat, format din munți înalți (ex. Munții Stâncoși, Munții Coastei, Munții Cascadelor, Munții Alaskăi, Munții Mauna Loa, Munții Mauna Kea, Munții Apalași etc.) formați prin orogeneză alpină, podișuri (Colorado, Preriilor, Nevada etc.) și câmpii (Cp. Mississippi).

### Hidrografie
Principala apă curgătoare de pe teritoriul Statelor Unite ale Americii este Mississippi, cel mai mare fluviu, cu cei mai mulți afluenți. În S.U.A. sunt fluvii și lacuri uriașe. Rețeaua fluvială se numără printre cele mai întinse de pe Glob, fiind alimentată atât de apa ploilor, cât și de cea a zăpezilor și ghețarilor care acoperă masivele înalte. Scurgerea râurilor este dirijată de relief, în câteva direcții principale.
Mississippi este un fluviu uriaș, care, împreună cu Missouri, este de 2 ori și jumătate mai lung decât Dunărea, având mărimea de 3950 km. Izvorăște la Vest de Lacul Superior, la 518 m altitudine, străbate tot teritoriul S.U.A. de la Nord la Sud și se varsă în Golful Mexic printr-o deltă mlăștinoasă. Bazinul fluviului Mississippi cuprinde 55 de afluenți navigabili. Ca volum de apă ocupa locul al III-lea în lume.

### Floră și faună
Păduri de foioase, păduri de conifere în zona de munte și în Alaska. Vegetație de stepă și vegetație mediteraneană - în Florida și California, deșertică - în Nevada, în pădurile tropicale și Hawaii.

### Climă
Clima este predominant temperată (exemplu: temperat oceanică - pe țărmul Oceanului Atlantic; temperat continentală - în centrul țării; subtropicală - în Florida și California). În Alaska, clima este rece subpolară, în Nevada este temperată și în Hawaii este tropicală umedă. Temperatura variază în iulie între 18 °C în Seattle și 28 °C în New Orleans, iar în ianuarie, între -10 °C la Minneapolis și 13 °C la Los Angeles. Cantitatea de precipitații variază de la peste 100 cm pe coasta de est și de sud, la 50 cm în bazinul fluviului Mississippi și mai puțin de 25 cm în zonele muntoase din Vest. Precipitațiile sunt foarte abundente în apropierea coastei de vest, în Washington și Oregon 80 cm în zonele joase și 100–150 cm în zonele muntoase. Coborând însă spre California, precipitațiile devin tot mai rare, ajungând la o cantitate medie de 25 cm în Los Angeles.

## Demografie

Comitatele americane după prevalența etnică a strămoșilor populației

Statele Unite ale Americii este o țară diversificată rasial și etnic. Sunt recunoscute șase rase: rasa albă, rasa indiană din America, rasa nativă din Alaska, rasa asiatică, negrii sau afroamericani, hawaieni nativi și alte rase insulare din Pacific. Americanii sunt, clasificați ca fiind de origine iberică sau latino-americană și ne-iberici sau ne-latinoamericani, latino-americanii și ibericii din SUA sunt o etnie diferită care constituie cel mai mare grup minoritar din această țară.
Americanii Albi (inclusiv ibericii și latino-americanii americani albi) sunt o majoritate rasială, cu o cotă de 72,4% din populația SUA, în estimările oficiale din Programul de Estimare a Populației (PEP), sau 75% în Sondajele Comunitații Americane (ACS). Spaniolii și latino-americanii din SUA (de orice rasă) reprezintă 16,3% din populație. Afroamericanii sunt cea mai mare minoritate rasială, reprezentând 12,4% din populație.
Americanii albi sunt majoritari în fiecare regiune, atingând cel mai înalt prag al populației în centrul, vestul și nordul Statelor Unite: 82% pe PEP, sau 80% pe ACS. 78% din această regiune central vestică sunt albi, cea mai mare rată de răspândire din toate regiunile. Cu toate acestea, 35% dintre americanii albi (dacă toți americanii de culoare albă sau non-hispanici/latini) trăiesc în Sud, mai mult ca în orice regiune. Sudul este, de asemenea, regiunea unde populația de culoare este cel mai des întâlnită sau afro-americanii sunt cel mai des întâlniți, cu o proporție de 55%. O pluralitate sau majoritate a fiecărui grup minoritar rămas rezident în Vest: Regiunea este locul a 42% hispanici și latini americani, 46% americani asiatici, 48% indieni americani și nativii din Alaska, 68% nativii hawaieni și alte rase insulare din Pacific, 37% sunt catalogați "Două sau mai multe rase" populație (Americani multirasiali), și 46% dintre oamenii din "altă rase".
Populația rurală a scăzut în ultimul secol de la 72% în 1910 la 16% în 2010.

### Religie
Potrivit unui studiu realizat în 2014 de către Pew Research Center, 71% dintre americani sunt creștini (47% protestanți și 21% catolici), 23% nu au religie și 6% practică alte religii (iudaism - 1,9%, islam - 0,9% budism - 0,7%, hinduism - 0,7%, alte religii - 1,8%).
Statistici
- American Religious Identification Survey
- Table 75. Self-Described Religious Identification of Adult Population: 1990, 2001, and 2008

În 2021 a devenit clar că SUA sunt o țară majoritar seculară: doar 47% din americani fac parte dintr-o biserică, sinagogă sau moschee. Este prima oară în istoria SUA când se întâmplă acest lucru. Datele sunt din anul 2020. Conform The Guardian, cauza este alergia americanilor la impunerea religiei (normelor și valorilor religioase) prin politică.
Multă vreme s-a crezut că SUA sunt o țară occidentală (singura) exceptată de la secularizare. După terminarea Războiului Rece, declinul religiozității din SUA a devenit rapid, deoarece americanii nu mai au niciun interes să mențină aparența că ar fi în continuare religioși dacă nu mai sunt așa, ceea ce pe timpul Războiului Rece ar fi stârnit represalii economico-politice datorate luptei guvernului american contra comunismului ateu (ateii din SUA fiind priviți drept suspecți).
Conform datelor din 2024, 10% din cetățenii SUA se consideră evanghelici, iar dintre aceștia circa două treimi nu sunt ortodocși teologic.
Christian Smith⁠(en)[traduceți] afirmă că în SUA însăși ideea de religie este demodată: tinerii tind să nu mai creadă în religie și nici măcar nu sunt educați religios. Când șase creștini mor, un creștin le ia locul. Când un nereligios moare, șase nereligioși îi iau locul.
Conform datelor publicate în 2025, toate marile denominații sunt în scădere, cu excepția protestanților nondenominaționali, care au crescut ușor. 21% din americani doresc cu tărie ca SUA să fie declarată națiune creștină. Per total 47% din cetățeni susțin întrucâtva această idee.

### Limba oficială
Deși Statele Unite ale Americii apar în statistici cu limba engleză ca limbă oficială, în fapt din cele 50 de state componente, numai 31 au, prin lege, ca limbă oficială engleza (în paranteze anul legiferării), și anume:
Alabama (1990); Alaska (1998); Arizona (2006); Arkansas (1987); California (1986); Colorado (1988); Florida (1988); Georgia (1986, 1996); Hawaii (1978); Idaho (2007); Illinois (1969); Indiana (1984); Iowa (2002); Kansas (2007); Kentucky (1984); Louisiana (1807); Massachusetts (1975); Mississippi (1987); Missouri (2008), Montana (1995); Nebraska (1920), New Hampshire (1995); North Carolina (1987); North Dakota (1987); Oklahoma (2010); South Carolina (1987); Tennessee (1984); Utah (2000); Virginia (1981, 1996); Wyoming (1996).

## Politică

### Guvernul Statelor Unite ale Americii

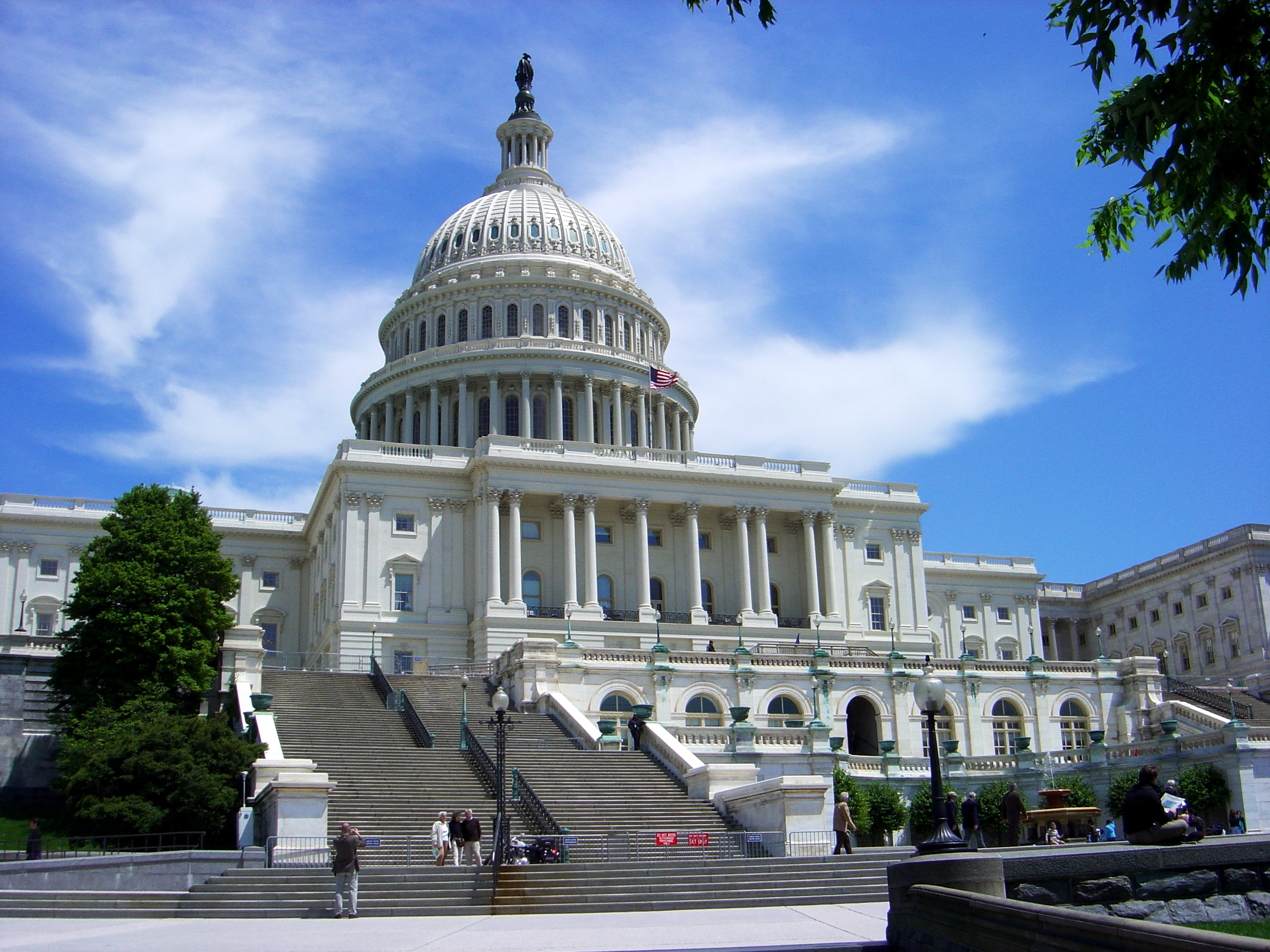
Capitoliul Statelor Unite ale Americii

Guvernul federal american, numit Administrație, este condus de Președintele Statelor Unite. Președintele este ales o dată la 4 ani, aceeași persoană putând deține maximum 2 mandate. Deciziile executive sunt luate de președinte, iar membrii Cabinetului sunt oficial considerați consilieri ai președintelui pe domeniile legate de responsabilitățile oficiilor lor. Cabinetul include vicepreședintele și 15 șefi ai departamentelor executive. Aceștia sunt secretarii pentru Agricultură, Comerț, Apărare, Educație, Energie, Sănătate și Servicii Umane, Securitatea Patriei, Locuințe și Dezvoltare Urbană, Interne, Muncă, de Stat, Transport, Finanțe, Afacerile Veteranilor, și Justiție.
Departamentele pot fi create doar prin legi organice, astfel încât președintele nu poate schimba numărul lor fără a trece printr-un proces legislativ intens. Ultima dată aceasta s-a întâmplat ca urmare a atacurilor teroriste din 11 septembrie 2001, când a fost creat Departamentul pentru Securitatea Patriei (Homeland Security). Precedentul departament (al Energiei) a fost creat cu 50 de ani în urmă. Secretarul pentru Justiție este numit în engleză Attorney General (literal Avocatul General), el fiind responsabil de numirea și suspendarea procurorilor federali, precum și de reprezentarea legală a Statelor Unite. Departamentul de Stat are aceeași funcție ca Ministerele de Externe în alte țări. Departamentul Securității Patriei are unele prerogative similare celor ale Ministerelor de Interne din alte țări. De exemplu, FBI (poliția federală) este, formal, parte din acesta. Departamentul de Interne și cel al Educației au prerogative destul de diferite și mai mici decât ministerele cu aceleași nume din alte țări. Spre deosebire de alte țări, în SUA nu se folosește cuvântul minister.
Șeful de Cabinet al Președintelui (White House Chief of Staff, adică șeful angajaților Casei Albe), are, de asemenea, rang de membru al Cabinetului (Administrației). Sub președintele George W. Bush, alți patru oficiali au primit rang de membri ai Cabinetului. Aceștia sunt Administratorul Agenției de Protecție a Mediului, Directorul Oficiului pentru Organizare și Buget, Directorul Oficiului Național de Control al Medicamentelor și Negociatorul-șef pentru Comerț al Statelor Unite (U.S. Trade Representative).
Actualul președinte american este Joe Biden.

### Congresul Statelor Unite ale Americii

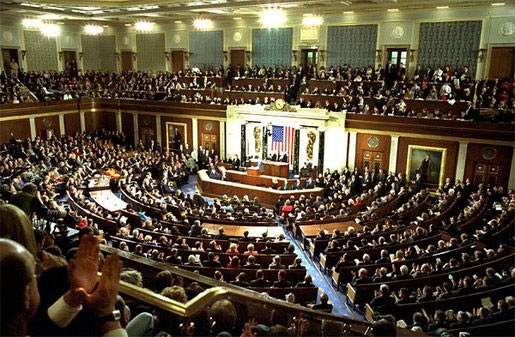
Congresul Statelor Unite ale Americii

Congresul este o instituție bicamerală formată din Senat, camera superioară, și Camera Reprezentanților, cea inferioară.

### Justiția în Statele Unite ale Americii
Statele Unite ale Americii au o singură curte supremă numită "Supreme Court of the United States of America", membrii ei fiind desemnați de Președintele SUA, cu acordul Senatului. Nu este fixat constituțional câți judecători pot fi membri ai Curții Supreme, de tradiție recentă fiind 9, număr fixat de legislativ. Curtea Supremă este curtea de ultimă instanță pentru toate cazurile privind Constituția SUA și, în anumite cazuri limitate, este curtea de jurisdicție de primă instanță . Curtea Supremă supraveghează direct toate celelalte curți civile și criminale și, indirect, și sistemul militar de justiție.

### Statele Unite ale Americii ca federație
Statele Unite ale Americii sunt un stat federal. Fiecare stat deține suveranitate legală, are propriul parlament (în general numit adunare - assembly), adesea bicameral, guvernator ales prin vot direct de populația statului, guvern condus de acesta și sistem juridic propriu, inclusiv curte supremă de justiție.
Foarte multe responsabilități (de exemplu, poliția, justiția civilă și criminală, educația), care, în alte țări, sunt prerogativa autorităților centrale, în SUA sunt de prerogativa statelor. Fiecare stat are și sistem fiscal propriu. Impozitul pe venit plătit de fiecare american este de două tipuri, federal și de stat. Unele state aleg să nu perceapă impozit pe venit, preferând să aducă la buget bani din impozitul pe vânzări (sales tax). În SUA nu există TVA. Totuși, veniturile bugetelor statelor sunt adesea insuficiente și autoritățile federale alocă statelor sume pentru anumite destinații. Alocarea acestora este adesea condiționată de îndeplinirea anumitor condiții, în acest fel autoritățile federale asigurându-se, indirect, că statele urmează în acele domenii politica pe care o vrea guvernul federal. Sunt și cazuri când unele state refuză aceste alocări și își mențin o politică economico-socială independentă. Statele adesea pendulează între a duce o politică proprie și a primi suplimentar fonduri federale.

### Organizare administrativ-teritorială
Statele Unite cuprind 50 state și un district federal.
| - Alabama - Alaska - Arizona - Arkansas - California - Carolina de Nord - Carolina de Sud - Colorado - Connecticut - Dakota de Nord | - Dakota de Sud - Delaware - Florida - Georgia - Hawaii - Idaho - Illinois - Indiana - Iowa - Kansas | - Kentucky - Louisiana - Maine - Maryland - Massachusetts - Michigan - Minnesota - Mississippi - Missouri - Montana | - Nebraska - Nevada - New Hampshire - New Jersey - New Mexico - New York - Ohio - Oklahoma - Oregon - Pennsylvania | - Rhode Island - Tennessee - Texas - Utah - Vermont - Virginia - Washington - Virginia de Vest - Wisconsin - Wyoming | - Districtul Columbia (Washington, D.C.) |

Multe din aceste nume de state provin din limbile populației băștinașe - ale așa-numiților indieni.

### Armată

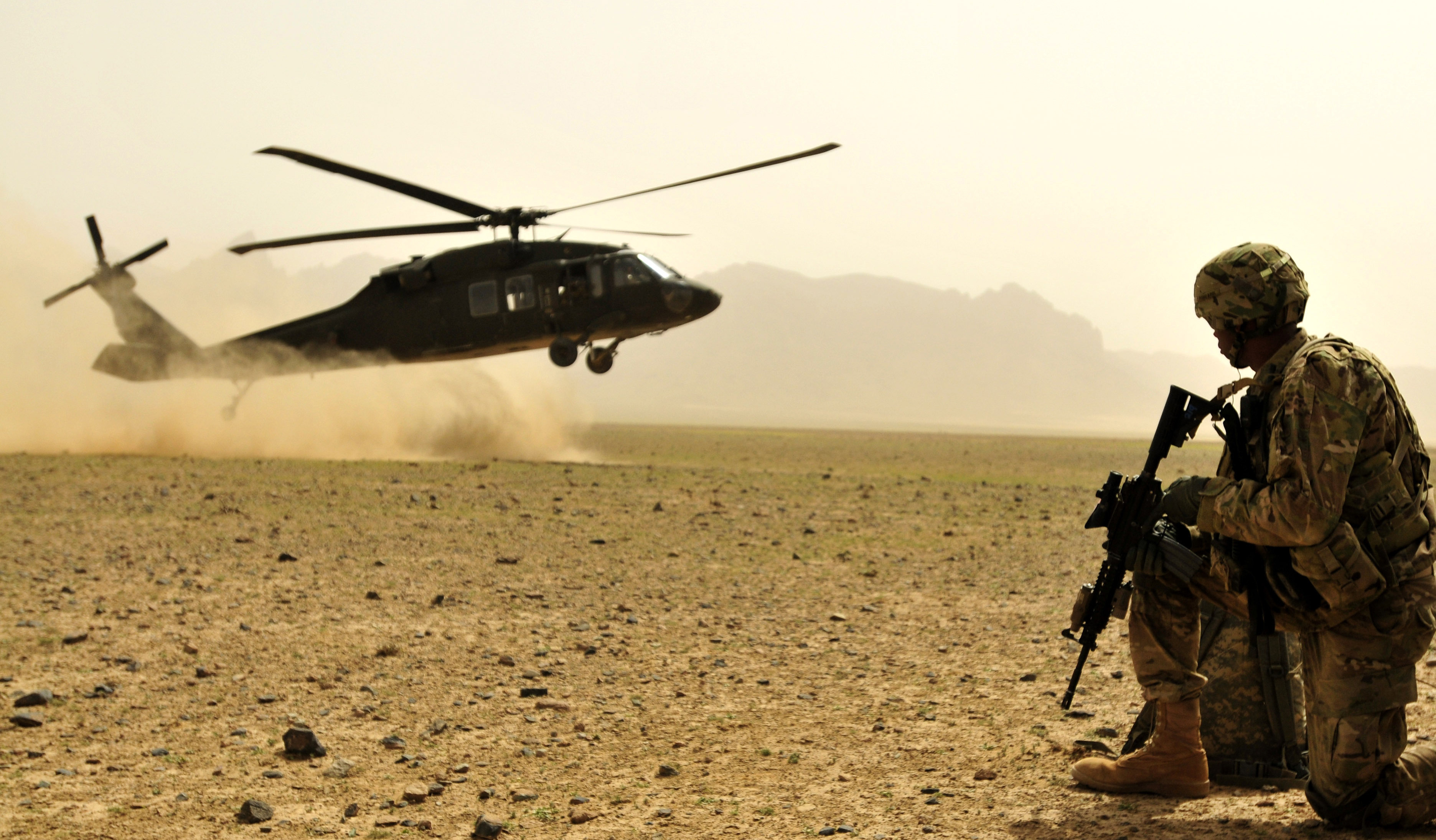
Soldat american în Afganistan, în depărtare un UH-60 Black Hawk

Statele Unite ale Americii sunt pe primul loc în lume în termeni de cheltuieli militare cu 661 de miliarde de dolari în 2009, adică 43% din totalul mondial.
Pe locurile următoare se află China cu 100 miliarde dolari și Franța cu 63,9 miliarde dolari. Statele Unite deține și primul loc la numărul de soldați, care este de 1,4 milioane și este urmată de Federația Rusă, care este de 1 milion, însă Federația Rusă are mai multe tancuri și artilerii, în timp ce Statele Unite au mai multe submarine, arme nucleare , forțe de uscat, apă si aer.USA vs Russia | Comparison military strength

## Economie
Datorită condițiilor naturale propice și a sporului demografic (inițial mai ales prin imigrație din Europa - între 1800 și 1913 sosind în total cca. 50 milioane de oameni), industria s-a dezvoltat într-un ritm rapid, ceea ce a permis SUA să ocupe o poziție de frunte pe arena internațională. Totodată, statul este considerat simbolul economiei libere de piață. Datorită abundenței bogățiilor naturale (cărbune, petrol, gaze naturale, hidroenergie), el este mai puțin dependent de importul de energie decât majoritatea celorlalte state industrializate. Un alt avantaj al său îl constituie culturile agricole: America este privită drept grânarul globului, iar o parte importantă a producției agricole este exportată în lumea întreagă.
Conform datelor oferite de Biroul de Statistică a Muncii din cadrul Departamentului Muncii al Statelor Unite, în anul 2008, în economia SUA erau ocupate 134.354.250 de persoane, dintre care:
| Industria                                                                        | Număr de angajați | % din totalul angajaților |
| -------------------------------------------------------------------------------- | ----------------- | ------------------------- |
| Agricultură, silvicultură, pescuit, cinegetică                                   | 385.730           | 0,3%                      |
| Minerit                                                                          | 644.070           | 0,5%                      |
| Utilități                                                                        | 542.230           | 0,4%                      |
| Construcție                                                                      | 7.671.680         | 5,7%                      |
| Producție (confecții)                                                            | 13.960.700        | 10,4%                     |
| Vânzare angro                                                                    | 5.964.920         | 4,4%                      |
| Vânzare cu amănuntul                                                             | 15.642.700        | 11,6%                     |
| Transport și depozitare                                                          | 5.306.240         | 3,95%                     |
| Industria informațiilor                                                          | 3.019.040         | 2,25%                     |
| Finanțe și asigurări                                                             | 5.990.930         | 4,6%                      |
| Industria imobiliară, chirii și arende                                           | 2.143.100         | 1,6%                      |
| Servicii profesionale, științifice și tehnice                                    | 7.519.060         | 5,6%                      |
| Administrarea (managementul) companiilor și întreprinderilor                     | 1.915.250         | 1,4%                      |
| Managementul administrativ, al resurselor și deșeurilor și servicii de remediere | 8.506.680         | 6,3%                      |
| Servicii educaționale                                                            | 12.455.550        | 9,3%                      |
| Ocrotirea sănătăți și asistență socială                                          | 16.006.410        | 11,9%                     |
| Arte, distracții, recreere                                                       | 1.923.380         | 1,4%                      |
| Cazare și servicii alimentare                                                    | 11.341.810        | 8,4%                      |
| Alte servicii (cu excepția administrației publice)                               | 3.881.410         | 2,9%                      |
| Administrația federală, de stat și locală                                        | 9.533.390         | 7,1%                      |

Țara cunoaște în ultimele decenii o accentuare a polarizării sociale, fapt care o face să afișeze inegalitatea veniturilor cea mai mare dintre toate democrațiile industriale avansate, din acest punct de vedere S.U.A, fiind comparabilă cu state gen Ghana, Nicaragua sau Turkmenistan, fapt economic și social care, după părerea politologului Robert C. Lieberman, atacă însăși fibra democrației. Economistul Thomas Sowell, pe de altă parte, citând studiul Departamentului Trezoreriei "Mobilitatea Venitului în S.U.A. din 1996 până în 2005", remarcă gradul de mobilitate socială în S.U.A., arătând că veniturile celor care în 1996 reprezentau cei mai bogați 1% au scăzut cu 26% până în 2005.

## Cultură
Statele Unite este casa multor culturi și a unei varietăți largi de grupări etnice, tradiții și valori. În afară de populațiile de amerindieni, hawaieni⁠(d) și nativi ai Alaskăi⁠(d), aproape toți americanii sau strămoșii lor s-au stabilit sau au imigrat în ultimele cinci secole. În general, cultura americană este o cultură occidentală în mare măsură derivată din tradițiile imigranților europeni, cu influențe din multe alte surse, precum tradițiile aduse de sclavi din Africa. Imigrările mai recente din Asia și mai ales din America Latină s-au adăugat, formându-se un amestec cultural ce a fost descris drept un creuzet de fuziune⁠(d) și un bol de salată⁠(d) eterogen, în care imigranții și descendenții lor păstrează caracteristici culturale distinctive.
Miezul culturii americane a fost stabilit de coloniștii britanici protestanți și a fost modelat în timpul procesului de stabilire la frontieră, având trăsături derivate transmise mai departe descendenților, iar apoi imigranților de mai târziu prin asimilare. Americanii sunt caracterizați în mod tradițional de o puternică etică a muncii, competivitate și individualism, precum și de o credință unificatoare într-un „crez american” ce pune accent pe libertate, egalitate, proprietate privată, democrație, supremația legii și preferința pentru un guvern limitat. Americanii sunt extrem de caritabili la standarde globale. Potrivit unui studiu britanic din 2006, americanii dau 1.67% din PIB pe caritate, mai mult decât orice altă națiune studiată, de două ori mai mult decât britanicii, aflați pe locul doi, cu 0.73%, și de douăsprezece ori mai mult decât cifrele franceze de 0.14%.

### Bucătăria

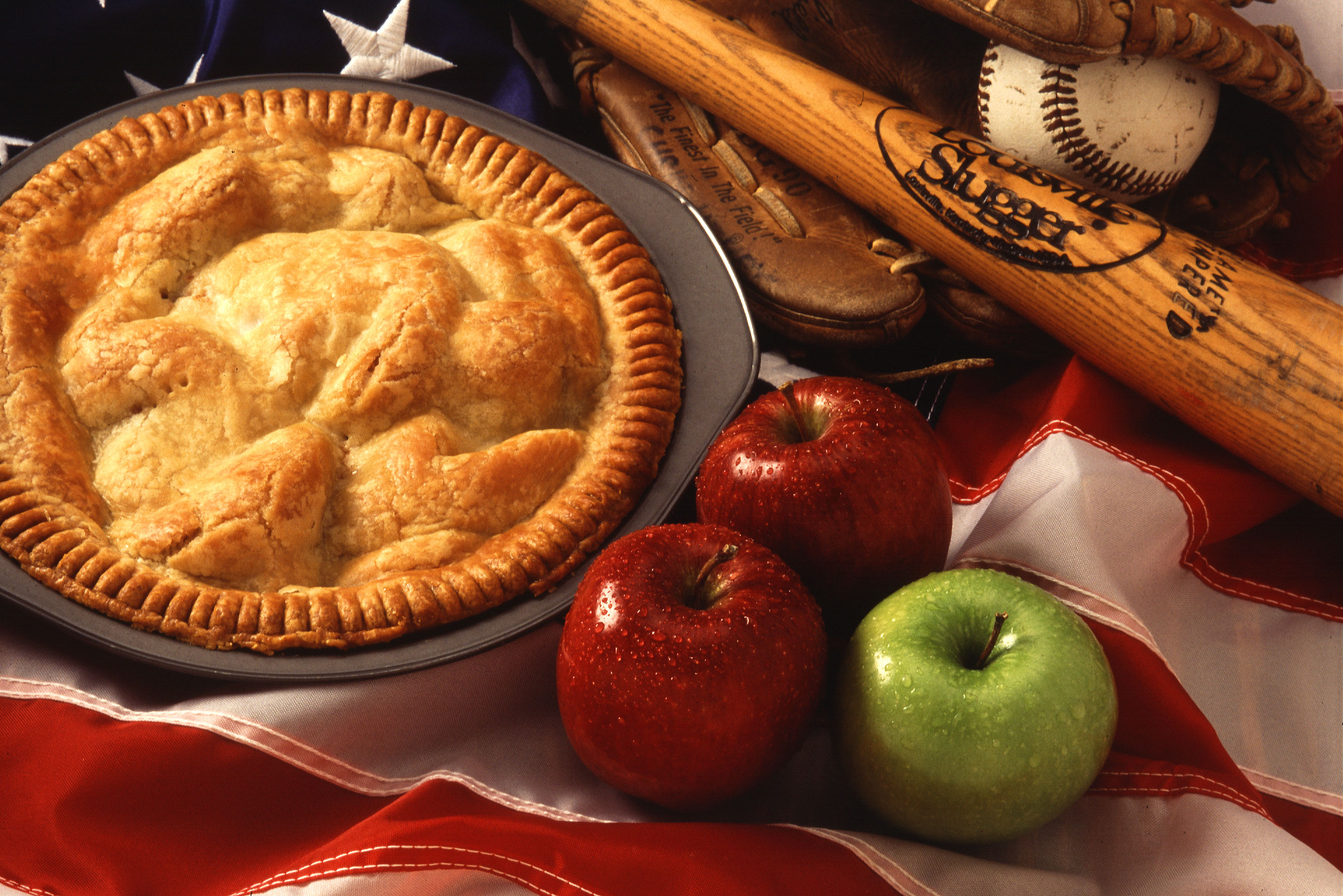
Plăcinta cu mere este o mâncare asociată în mod obișnuit cu bucătăria americană.

În general, bucătăria americană este asemănătoare cu cele ale altor țări occidentale. Grâul este principala cereală, în jur de trei sferturi din produsele cereale fiind din făină de grâu, iar pentru multe feluri de mâncare sunt utilizate ingrediente indigene, precum curcanul, cerbul, cartofii, cartofii dulci, porumbul, dovlecelul sau siropul de arțar, ce erau consumate nativii americani și de rezidenții europeni timpurii. Aceste alimente domestice sunt parte a meniului național împărtășit la una dintre cele mai populare sărbători americane: Thanksgiving⁠(d), când diferiți americani gătesc mâncăruri tradiționale pentru a sărbători.

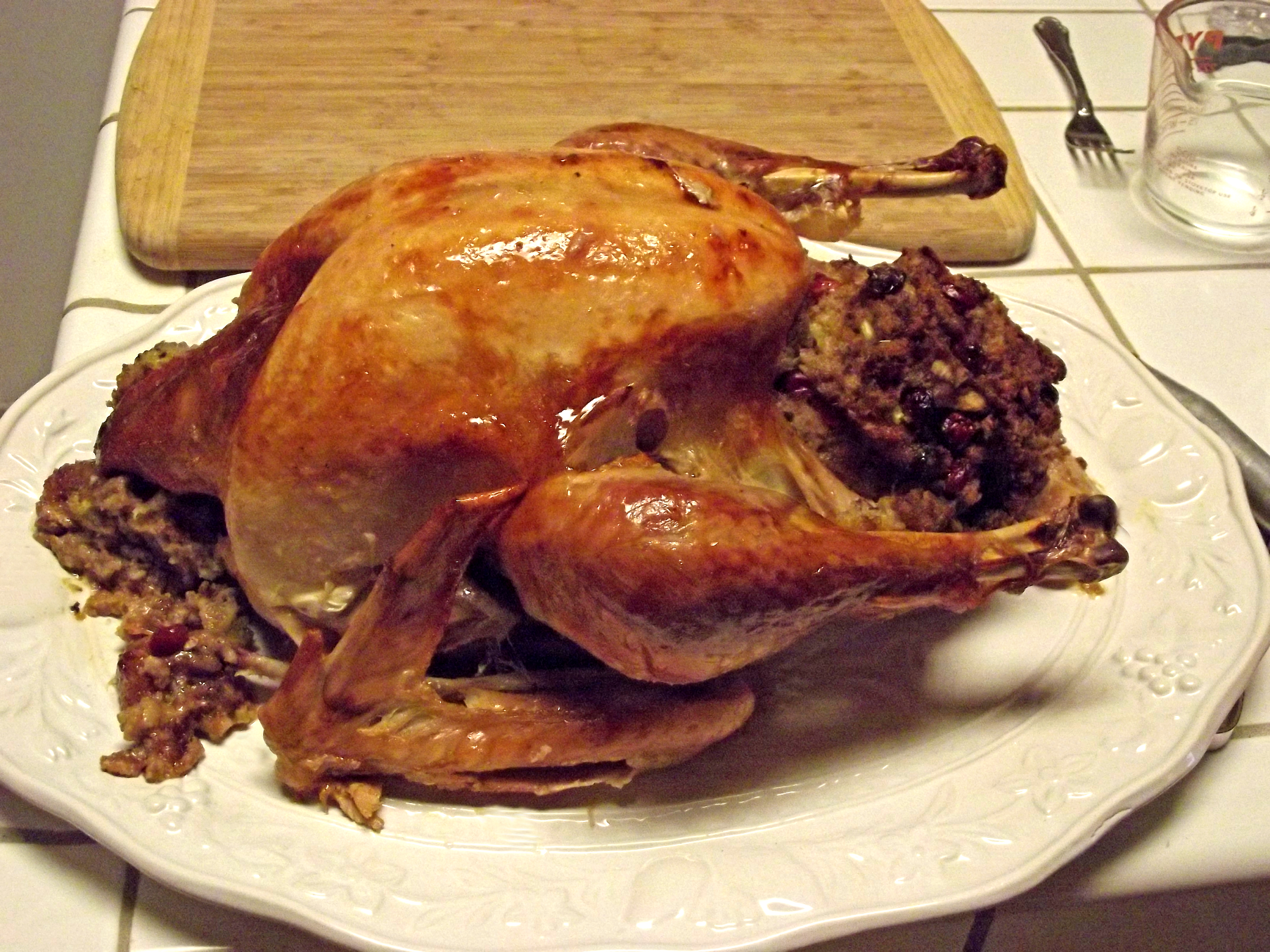
Curcanul fript este un aliment din meniul tradițional al mesei americane de.

Feluri caracteristice precum plăcinta cu mere, găina prăjită, pizza, hamburgerii și hot dogurile derivă din rețetele diferitor imigranți. Cartofii prăjiți francezi, feluri mexicane precum burrito și alivanca cu carne și felurile de paste modelate liber după surse italiene sunt consumate pe scară largă. Americanii beau de trei ori mai multă cafea decât ceai. Comercializarea de către industriile SUA este în mare măsură responsabilă pentru producerea de sucuri de portocale și de băuturi din lapte pentru micul dejun ce pot fi găsite oriunde.
Obieciurile alimentare americane datorează mult rădăcinilor lor britanice, cu anumite variații. Cu toate că pe pământurile americane au crescut legume noi, inexistente pe sol britanic, cei mai mulți coloniști nu au mâncat din aceste noi alimente până au fost acceptate de europenii rămași pe continent. Cu timpul, alimentația americană s-a schimbat până la punctul în care criticul alimentar John L. Hess⁠(d) a afirmat în 1972: „Părinții noștri fondatori au fost cu mult superior actualilor noștri lideri politici în ce privește calitatea alimentației lor, după cum era și calitatea prozei și a inteligenței lor”.
Industria fast food americană, cea mai mare din lume, a inițiat formatul comandă din mașină⁠(d) în anii 1940. Consumul de fast food a atras îngrijorări legate de sănătate. În timpul anilor 1980 și 1990, rația calorică a americanilor a crescut cu 24%; prânzirea frecventă la localurile de fast food este asociată cu ceea ce oficialii de sănătate publică numesc „obezitate epidemică” americană. Băuturile răcoritoare foarte îndulcite sunt foarte populare, iar băuturile îndulcite cu zahăr răspund de nouă procente din rația calorică americană.

### Literatura, filosofia și artele vizuale

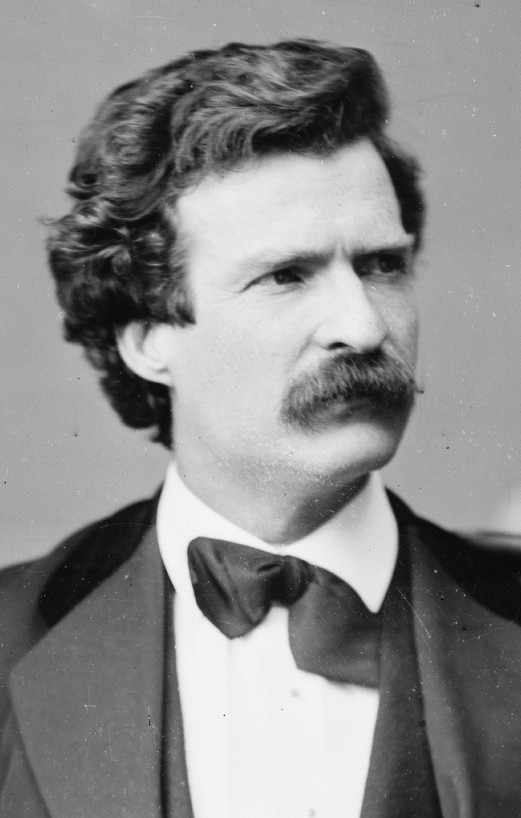
Mark Twain, autor și umorist american.

În secolul 18 și la începutul secolului 19, arta și literatura americană și-au luat cele mai multe directive din Europa. Scriitori ca Nathaniel Hawthorne, Edgar Allan Poe și Henry David Thoreau au exprimat o voce literară americană distinctă pe la mijlocul secolului 19. Mark Twain și poetul Walt Whitman au fost figuri majore în a doua jumătate a secolului; Emily Dickinson, practic necunoscută în timpul vieții sale, este în prezent recunoscută drept un poet american esențial. O lucrare cunoscută drept reprezentare a unor aspecte fundamentale a experienței și a caracterului național—precum Moby Dick (1851) de Herman Melville, Aventurile lui Huckleberry Finn (1885) de Twain, Marele Gatsby (1925) de F. Scott Fitzgerald și Să ucizi o pasăre cântătoare (1960) de Harper Lee—ar putea fi foarte bine numită „Marea Nuvelă Americană”.
Doisprezece cetățeni americani au primit Premiul Nobel pentru Literatură, cel mai recent Bob Dylan în 2016. William Faulkner, Ernest Hemingway și John Steinbeck sunt adesea numiți printre cei mai influenți scriitori ai secolului 20. Genuri literare populare precum ficțiunea occidentală și ficțiunea criminală fiert tare⁠(d) s-au dezvoltat în Statele Unite. Scriitorii generației beat au deschis căile unor noi abordări literare, exemple fiind autori postmoderni precum John Barth, Thomas Pynchon și Don DeLillo⁠(d).
Transcendentalii, sub îndrumarea lui Thoreau și Ralph Waldo Emerson, au înființat prima mișcare filosofică amricană de importanță majoră. După Războiul Civil, Charles Sanders Peirce, iar apoi William James și John Dewey au fost lideri în dezvoltarea pragmatismului. În secolul 20, lucrările lui W. V. O. Quine și Richard Rorty, iar mai târziu ale lui Noam Chomsky, au adus filosofia analitică pe un loc de frunte în academia filosofică americană. John Rawls și Robert Nozick au determinat o renaștere a filosofiei politice. Cornel West⁠(d) și Judith Butler au dirijat o tradiție continentală în cadrul academiei filosofice americane. Economiști ai școlii din Chicago precum Milton Friedman, James M. Buchanan și Thomas Sowell au afectat variate domenii din filosofia politică și socială.
În ce privește artele vizuale, Școala Râul Hudson⁠(d) a fost o mișcare apărută la mijlocul secolului 19 în cadrul tradiției naturalismului european. Picturile realiste ale lui Thomas Eakins sunt în prezent apreciate pe scară largă. În 1913, Armory Show din New York City, o expoziție a artei moderniste europene, a șocat publicul și a transformat decorul artistic american. Georgia O'Keeffe, Marsden Hartley⁠(d) și alții au experimentat noi stiluri individualiste. Mișcări artistice importante precum expresionismul abstract a lui Jackson Pollock și Willem de Kooning, sau pop art a lui Andy Warhol și Roy Lichtenstein s-au dezvoltat pe scară largă în Statele Unite. Curentul modernismului, iar apoi al postmodernismului a adus faimă unor arhitecți americani precum Frank Lloyd Wright, Philip Johnson și Frank Gehry. Americanii au avut o implicare semnificativă în mediul artistic al fotografiei, cu fotograți importanți ca Alfred Stieglitz, Edward Steichen⁠(d) și Ansel Adams.
Unul dintre primii promotori de seamă ai teatrului american⁠(d) a fost impresarul P. T. Barnum, care a început să opereze un complex de divertisment în Manhattanul de jos în 1841. Echipa Harrigan și Hart⁠(d) a produs o serie de comedii a muzicale populare începând cu sfârșitul anilor 1870. În secolul 20, forma muzicală modernă s-a manifestat la Broadway; cântecele compozitorilor teatrului muzical precum Irving Berlin, Cole Porter și Stephen Sondheim⁠(d) au devenit standarde pop⁠(d). Dramaturgul Eugene O'Neill a primit Premiul Nobel pentru Literatură în 1936; alți dramaturgi aclamați americani sunt diferiți câștigători ai Premiului Pulitzer precum Tennessee Williams, Edward Albee și August Wilson⁠(d).
Coreografii Isadora Duncan și Martha Graham au ajutat la crearea dansului modern, iar George Balanchine și Jerome Robbins⁠(d) au fost reprezentanții baletului secolului 20.

### Patrimoniu mondial UNESCO
Până în anul 2011 pe lista patrimoniului mondial UNESCO au fost incluse 21 obiective din această țară.

### Cinematografie

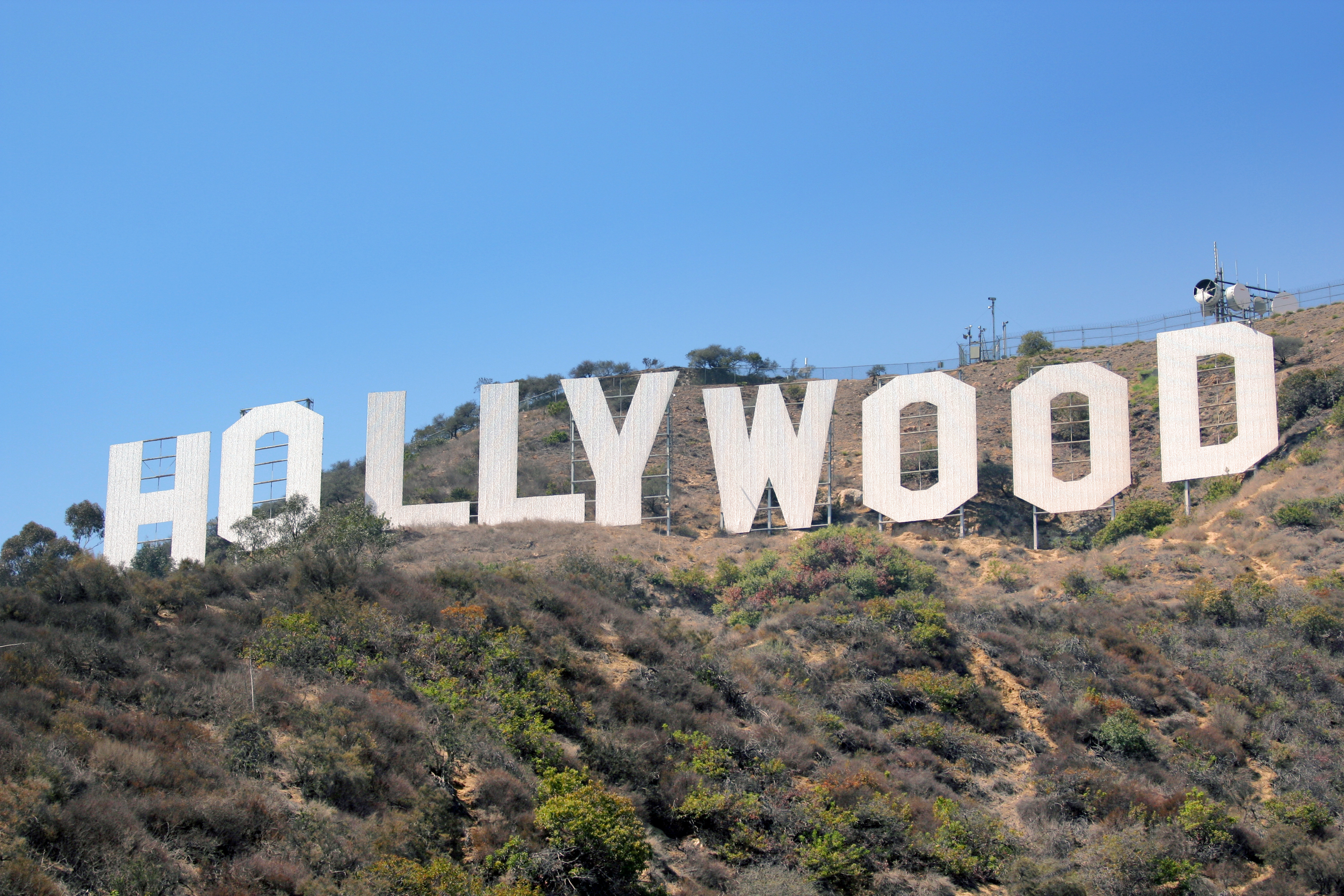
Semnul Hollywood în Los Angeles, California

Hollywood, district din nordul Los Angelesului, California, se află în topul producătorilor de imagini mișcătoare. Prima expunere comercială de imagini mișcătoare din lume a avut loc în New York City în 1894, utilizându-se kinetoscopul lui Thomas Edison. Următorul an a fost martorul primei ecranizări al unui film proiectat, de asemenea în New York, iar Statele Unite au fost în fruntea dezvoltării filmului sonor în următoarele decenii. De la începutul secolului 20, industria filmului din SUA și-a pus bazele în mare măsură în jurul Hollywoodului, deși în secolul 21 un număr din ce în ce mai mare de filme nu se mai fac aici, iar companiile de filme au fost supuse forțelor de globalizare.
Directorul D. W. Griffith, producător de filme american de top în perioada filmului mut, a avut o importanță capitală în dezvoltarea gramaticii de film⁠(d), iar producătorul/antreprenorul Walt Disney a fost lider atât în filmul animat cât și în merchandisingul filmului. Directori precum John Ford au redefinit imaginea Vestului Sălbatic American și a istoriei și, asemenea altora precum John Huston, au extins posibilitățile cinematografului prin filmarea locației, având o mare influență asupra directorilor ulteriori. Industria s-a bucurat de anii săi de aur, fiind vorba de ceea ce este numit în mod obișnuit „Epoca de aur a Hollywoodului”, de la începutul perioadei sonore până la începutul anilor 1960, cu actori filmați ca John Wayne și Marilyn Monroe devenind figuri emblematice. În anii 1970, directori de film ca Martin Scorsese, Francis Ford Coppola și Robert Altman au fost o componentă vitală a ceea ce a devenit cunoscut drept „Noul Hollywood” sau „Renașterea Hollywoodului”, fiind vorba de filme curajoase influențate de picturile realiste franceze și italiene ale perioadei postbelice. De atunci, directori precum Steven Spielberg, George Lucas și James Cameron au devenit renumiți pentru filmele lor de mare succes, caracterizate adesea prin mari costuri de producție, iar în schimb, de mari câștiguri la casa de bilete, filmul Avatar (2009) a lui Cameron câștigând mai mult de $2 miliarde.
Printre filmele notabile din topul AFI 100 realizat de Institutul American de Film sunt Cetățeanul Kane (1941) al lui Orson Welles, care este frecvent numit cel mai bun film al tuturor timpurilor, Casablanca (1942), Nașul (1972), Pe aripile vântului (1939), Lawrence al Arabiei (1962), Vrăjitorul din Oz (1939), Absolventul (1967), Pe chei (1954), Lista lui Schindler (1993), Cântând în ploaie (1952), O viață minunată (1946) și Bulevardul amurgului (1950). Premiile Academiei, cunoscute ca Oscaruri, se dau anual de către Academy of Motion Picture Arts and Sciences din 1929, iar Premiile Globul de Aur se înmânează anual din ianuarie 1944.

### Muzică
Deși au fost puțin cunoscut în timpul vieții, opera lui Charles Ives⁠(d) din anii 1910 l-a fixat în postura de prim compozitor american de tradiție clasică, pe când experimentaliști precum Henry Cowell și John Cage au creat o abordare americană distinctă față de compoziția clasică. Aaron Copland și George Gershwin au dezvoltat o nouă sinteză a muzicii populare și clasice.
Stilurile ritmice și lirice ale muzicii afro-americane au influențat profund muzica americană pe scară largă, dându-i un specific propriu în raport cu tradițiile europeană și africană. Elemente ale idiomurilor de muzică folk precum blues și ceea ce este în prezent cunoscut drept old time music⁠(d) au fost adoptate și transformate în genuri de consum cu audiențe globale. Jazzul a fost dezvoltat de inovatori precum Louis Armstrong și Duke Ellington la începutul secolului 20. Muzica country s-a dezvoltat în anii 1920, iar rhythm and blues în anii 1940.
Elvis Presley și Chuck Berry au fost printre pionierii de la mijlocul anilor 1950 ai rock and roll-ului. În anii 1960, Bob Dylan s-a ivit din curentul de renaștere a folkului pentru a deveni unul dintre cei mai celebri compozitori, iar James Brown a stat în fruntea dezvoltării funkului.
Printre creațiile mai recente americane sunt hip hop și muzica house. Staruri pop americane precum Prince, Michael Jackson și Madonna au devenit celebrități globale.

### Sport
Fotbalul american este cel mai popular sport; National Football League (NFL) are cea mai mare prezență medie a spectatorilor din toate ligile sportive din lume, iar Super Bowl este privit de milioane de oameni. Baseball este considerat sport național american de la sfârșitul secolului 19, Major League Baseball (MLB) fiind liga de top. Baschetul și hocheiul pe gheață sunt următoarele două sporturi profesioniste de echipă de top, ligile lor de top fiind National Basketball Association (NBA) și National Hockey League (NHL). Aceste patru sporturi majore, când sunt jucate profesionist, fiecare dintre ele sunt jucate în perioade diferite ale anului, care însă interacționează. Fotbalul⁠(d) și baschetul de colegiu⁠(d) atrag largi audiențe.
În ce privește soccerul, țara a găzduit Campionatul Mondial de Fotbal 1994, iar echipa națională de soccer masculin s-a calificat în zece Campionate Mondiale, iar echipa de fotbal feminin a câștigat de trei ori Campionatul Mondial de Fotbal Feminin; Major League Soccer este cea mai mare ligă de sport din Statele Unite (la care participă 19 echipe americane și 3 canadiene). 
Cererea pentru sporturi profesioniste în Statele Unite este de aproximativ $69 miliarde, cam cu 50% mai mult decât în toată Europa, Orientul Mijlociu și Africa combinate.
Opt ediții ale Jocuri Olimpice au avut loc în Statele Unite (Jocurile Olimpice din 2028 vor marca al nouălea eveniment olimpic din SUA). În 2017, Statele Unite au obținut 2,522 de medalii la Jocuri Olimpice de vară, mai mult decât orice altă țară, și 305 la Jocurile Olimpice de Iarnă din 2018, fiind pe locul doi după Norvegia.
În timp ce cele mai importante sporturi de seamă din SUA precum baseballul și fotbalul american s-au dezvoltat din practici europene, baschetul, voleiul, skateboardingul⁠(d) și snow-boardul sunt invenții americane, unele dintre care au devenit populare pe plan mondial. Lacrosse și surfingul provin din activități ale nativilor americani și ale nativilor hawaieni ce preced contactul cu europenii. Cele mai vizionate sporturi individuale sunt golful și automobilismul, în special cursele NASCAR. Rugby union⁠(d) este considerat sportul cu cea mai rapidă creștere din SUA, jucătorii înregistrați numărând de la 115,000+ până la peste 1.2 milioane de participanți.

## Știință și tehnologie

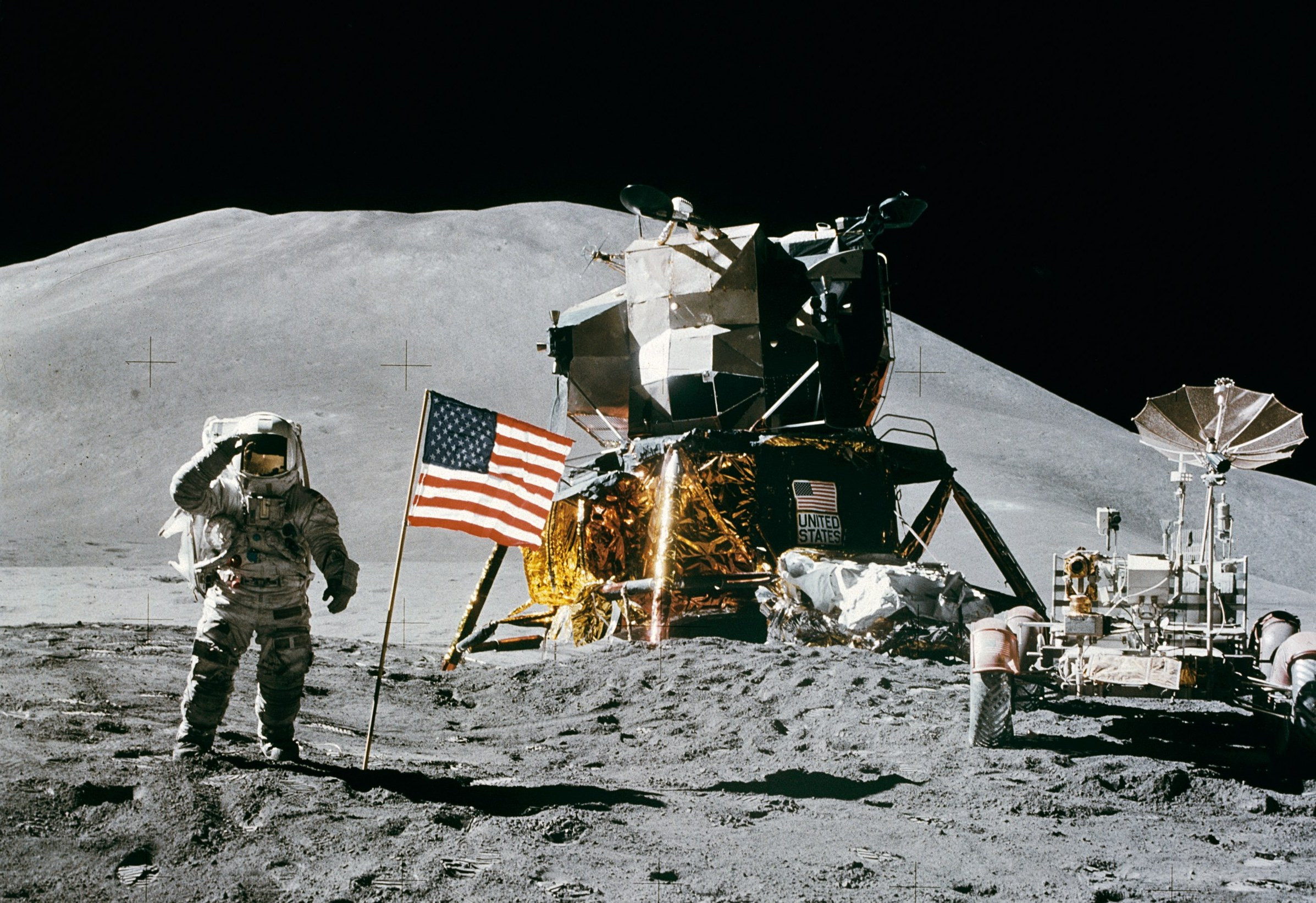
Astronautul James Irwin plimbându-se pe Lună în apropierea modulului lunar Apollo 15 în 1971. Efortul de a ajunge pe Lună a fost stimulat de Cursa Spațială.

SUA este lider în inovația tehnologică de la sfârșitul secolului XIX și în cercetarea științifică de la jumătatea secolului XX. Metodele de producere a părților interșanjabile⁠(d) au fost dezvoltate de Arsenalul Federal al Departamentului de Război al SUA în timpul primei jumătăți a secolului XIX. Această tehnologie, precum și înființarea unei industrii a mașinilor unelte⁠(d), a permis Statelor Unite să aibă o puternică fabricație de mașini de cusut, biciclete și alte lucruri la sfârșitul secolului XIX, fenomen ce a devenit cunoscut drept sistemul american de fabricație. Electrificarea fabricilor la începutul secolului XX și introducerea liniei de asamblare și a altor tehnici care fac economie de muncă au creat sistemul numit producție în masă.
În 1876, Alexander Graham Bell a fost premiat cu primul patent american pentru telefon. Laboratorul de cercetare a lui Thomas Edison, unul dintre primele de acest fel, a dezvoltat fonograful, primul bec incandescent și prima cameră de filmat viabilă. Ultima a dus la apariția industriei mondiale a divertismentului. La începutul secolului XX, companiile de automobile Ransom E. Olds⁠(d) și Henry Ford au popularizat linia de asamblare⁠(d). Frații Wright au fost, la rândul lor, pionieri ai aviației.
Apariția fascismului și a nazismului în anii 1920 și 1930 i-a făcut pe mulți savanți europeni, inclusiv Albert Einstein, Enrico Fermi și John von Neumann, să imigreze în Statele Unite. În timpul celui de-Al Doilea Război Mondial, proiectul Manhattan a dezvoltat arme nucleare. Cursa Spațială a produs înaintări rapide în tehnica rachetelor teleghidate, știința materialelor și aeronautică.
Inventarea tranzistorului în anii 1950, componenta activă cheie a practic toate dispozitivele electronice moderne, a dus la multe evoluții tehnologice și la o expansiune semnificativă a industriei tehnologice a SUA. Aceasta, în schimb, a dus la înființarea multor companii noi de tehnologie și regiuni tehnologice de-a lungul țării, precum Silicon Valley în California. Progresele companiilor americane de microprocesoare precum Advanced Micro Devices (AMD) și Intel precum și al companiilor de software și hardware cum sunt Adobe Systems, Apple Inc., IBM, Microsoft și Sun Microsystems, au creat și popularizat computerul personal. ARPANET s-a dezvoltat în anii 1960 pentru a corespunde cerințelor Departamentului Apărării și a devenit prima dintr-o serie de rețele ce au evoluat în Internet.
Aceste evoluții au condus la o mai mare personalizare a tehnologiei pentru uzul individual. În 2013, 83.8% din gospodăriile americane aveau cel puțin un computer, iar 73.3% aveau serviciu de internet cu mare viteză. De asemenea, 91% din americani aveau un telefon mobil în mai 2013. Statele Unite sunt clasate destul de sus în ce privește libertatea de utilizare a internetului.
În secolul XXI, aproximativ două treimi din fondurile pentru cercetare și dezvoltare provin din sectorul privat. SUA este lider mondial la articole de cercetare științifică și la factorul de impact.

## Sănătate

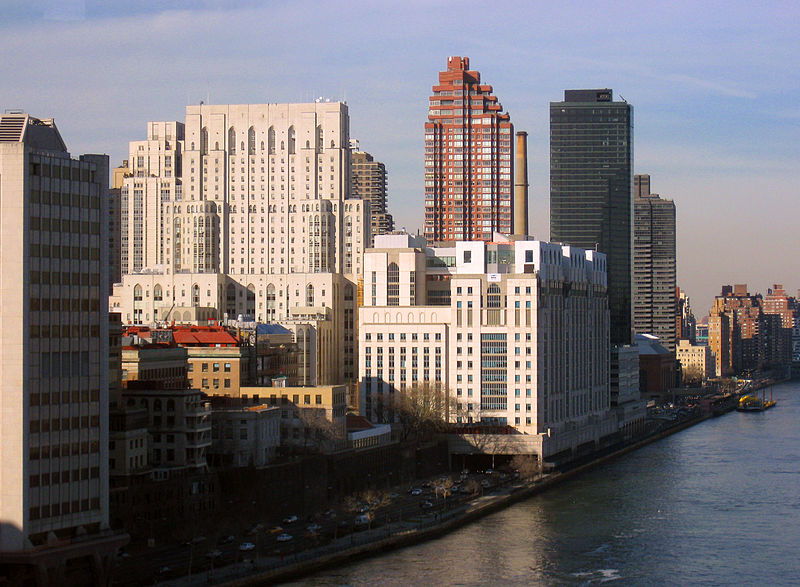
din New York City este unul dintre cele mai ocupate spitale din lume. În imagine este (complexul alb din centru).

Statele Unite au o speranță de viață de 79.8 de ani la naștere, mai mult decât 75.2 ani cât erau în 1990. Speranța de viață se întinde de la 81.3 ani în Hawaii la minimul de 73.4 în Samoa Americană. Rata mortalității infantile de 6.17 per o mie plasează țara pe locul 56 în rândul celor celor mai mici rate ale mortalității infantile din 224 de țări.
Creșterea ratei obezității în Statele Unite a contribuit la scăderea rangului țării la speranța de viață de la locul 11 în lume în 1987 la locul 42 în 2007. Rata obezității s-a dublat în ultimii 30 de ani și este cea mai mare din lumea industrializată, precum și una dintre cele mai mari din lume. Aproximativ o treime din populația adultă este obeză, iar încă o treime este supraponderală. Forma de diabet pusă în legătură cu obezitatea este considerată epidemică de specialiștii în sănătate.
În 2010, boala arterială coronariană, cancerul pulmonar, accidentul vascular cerebral, bronohopneumopatia obstructivă cronică și accidentele în trafic au cauzat cele mai mult pierderi de ani din viață din SUA. Durerile lombare, depresia, problemele musculare⁠(d), durerile de gât și anxietatea au cauzat cele mai multe pierderi de ani în favoarea dizabilității. Cei mai vătămători factori de risc au fost dieta săracă, fumatul de tutun, obezitatea, hipertensiunea arterială, cantitatea mare de zahăr în sânge, inactivitatea fizică și consumul de alcool. Boala Alzheimer, abuzul de droguri, bolile rinichilor, cancerul și căderile au provocat cei mai mulți ani de viață suplimentari pierduți în funcție de ratele pe cap de locuitor ajustate în funcție de vârstă din 1990. În SUA, ratele sarcinilor la adolescenți și ale avorturilor sunt substanțial mai mari decât la alte națiuni occidentale, în special printre negri și hispanici.
SUA este lider mondial la inovații medicale. America singură a dezvoltat sau a contribuit semnificativ la 9 din top 10 cele mai importante inovații medicale începând cu 1975, potrivit clasamentului făcut în 2001 de un sondaj în care au fost chestionați fizicieni, în timp ce Uniunea Europeană și Elveția împreună au contribuit la cinci. Din 1966, mai mulți americani au primit Premiul Nobel în Medicină decât tot restul lumii luat la un loc. Din 1989 până în 2002, de patru ori mai mulți bani au fost investiți în companiile private de biotehnologie din America decât în Europa. Sistemul de sănătate al SUA depășește⁠(d) orice altă națiune în ce privește cheltuielile pe sănătate, atât în PIB/loc. cât și în procentul din PIB total.